# 埃居尔港
埃居尔港（法語：Port Hercule，法語發音：[pɔʁ ɛʁkyl]）是摩納哥唯一的深水港。這座港口自古代就開始運用。現代的港口修建於1926年，並在1970年代進行大幅改進，可以停泊700艘船舶。2011年，讓-米歇爾·雅爾在這裡舉辦了一場免費音樂會，慶祝阿爾貝二世和夏琳親王妃的婚禮。

## 外部連結

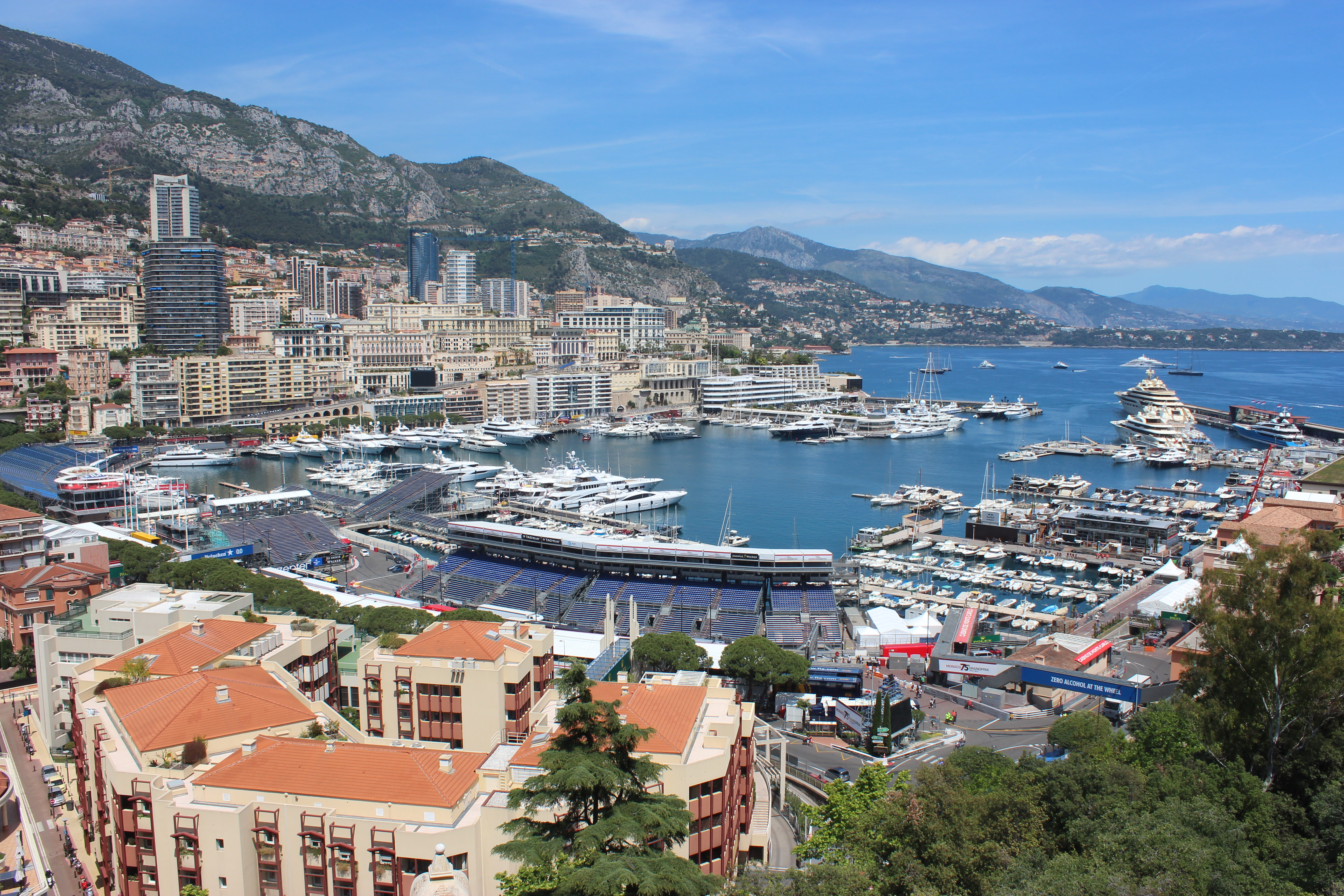
埃居尔港

- Port Hercules Photos （页面存档备份，存于）
- Port Hercules Lighthouse Photos （页面存档备份，存于）

43°44′06″N 7°25′34″E / 43.735°N 7.426°E